# Przegląd Hydrograficzny
Przegląd Hydrograficzny – czasopismo naukowe, rocznik wydawany od 2005 w Gdyni przez Biuro Hydrograficzne Marynarki Wojennej.

## Galeria okładek

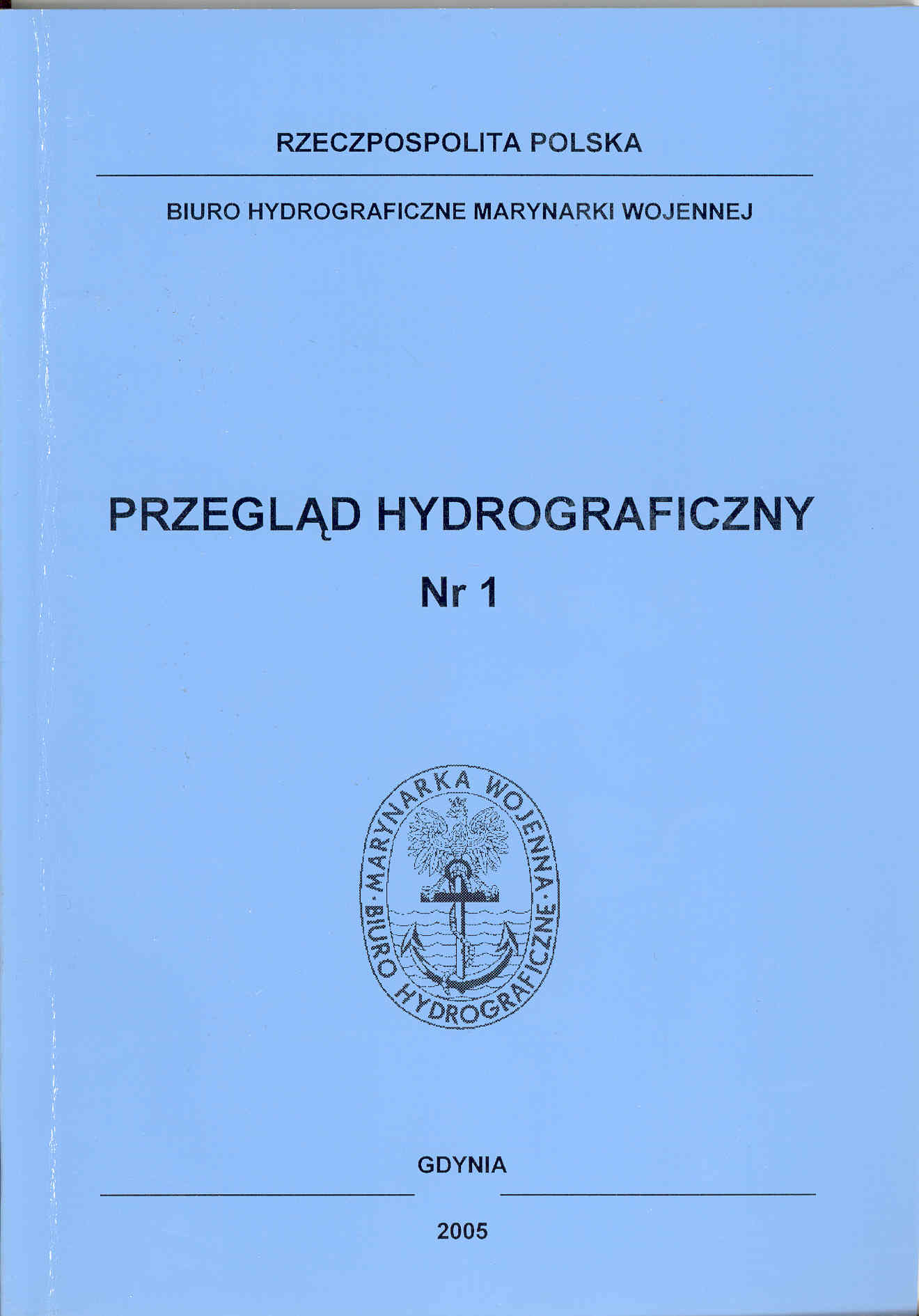
2005
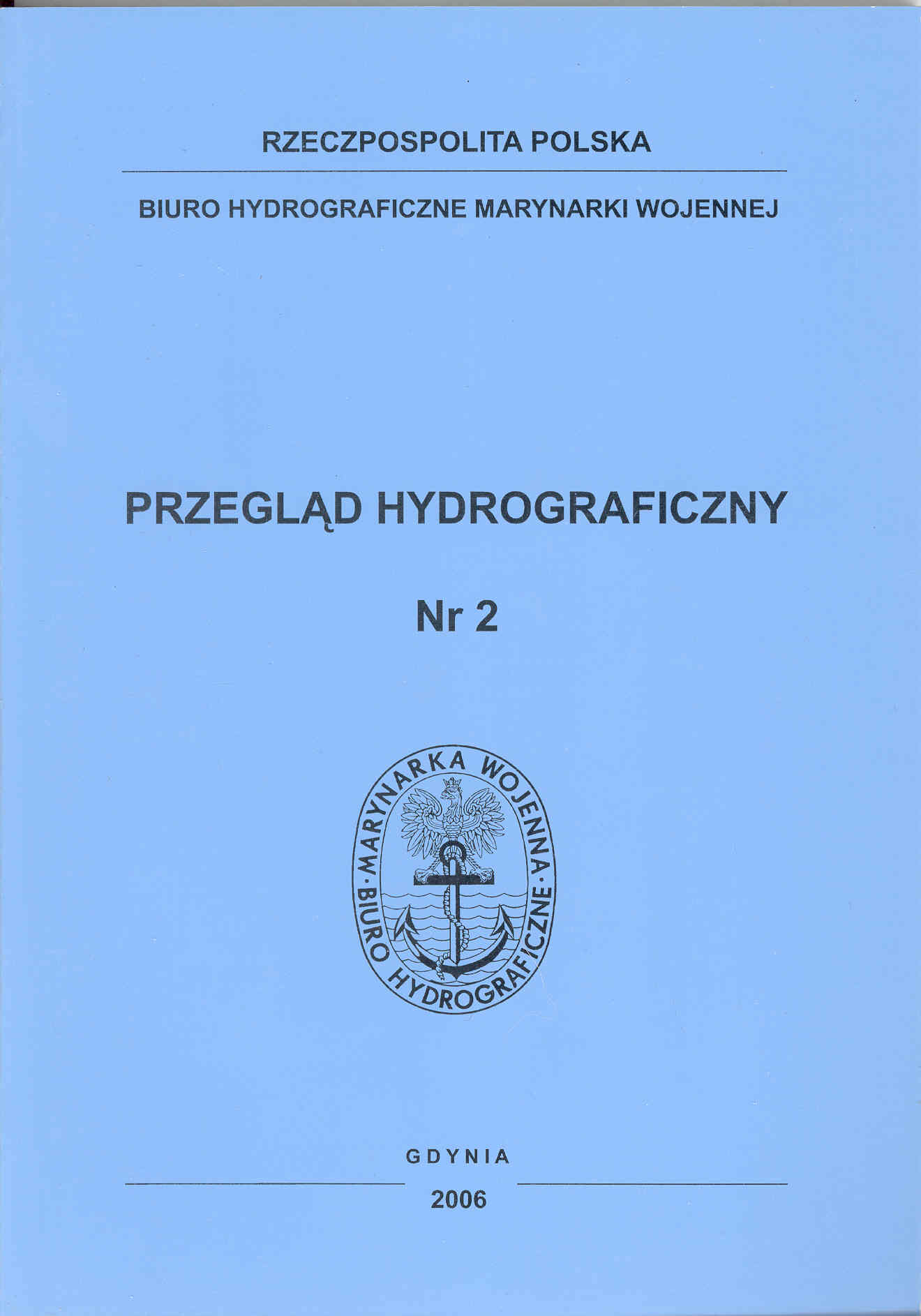
2006
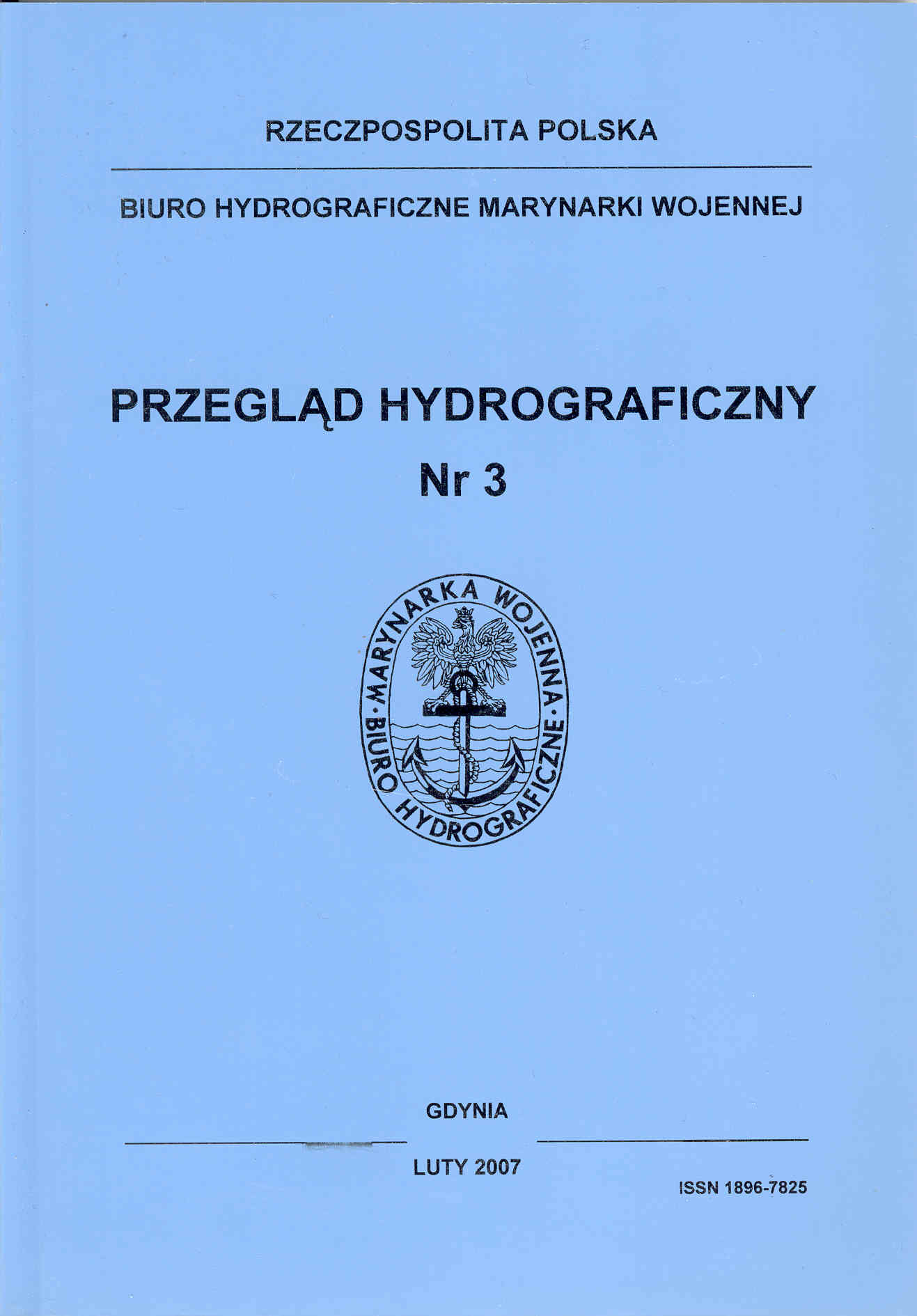
2007